# 弗雷澤角

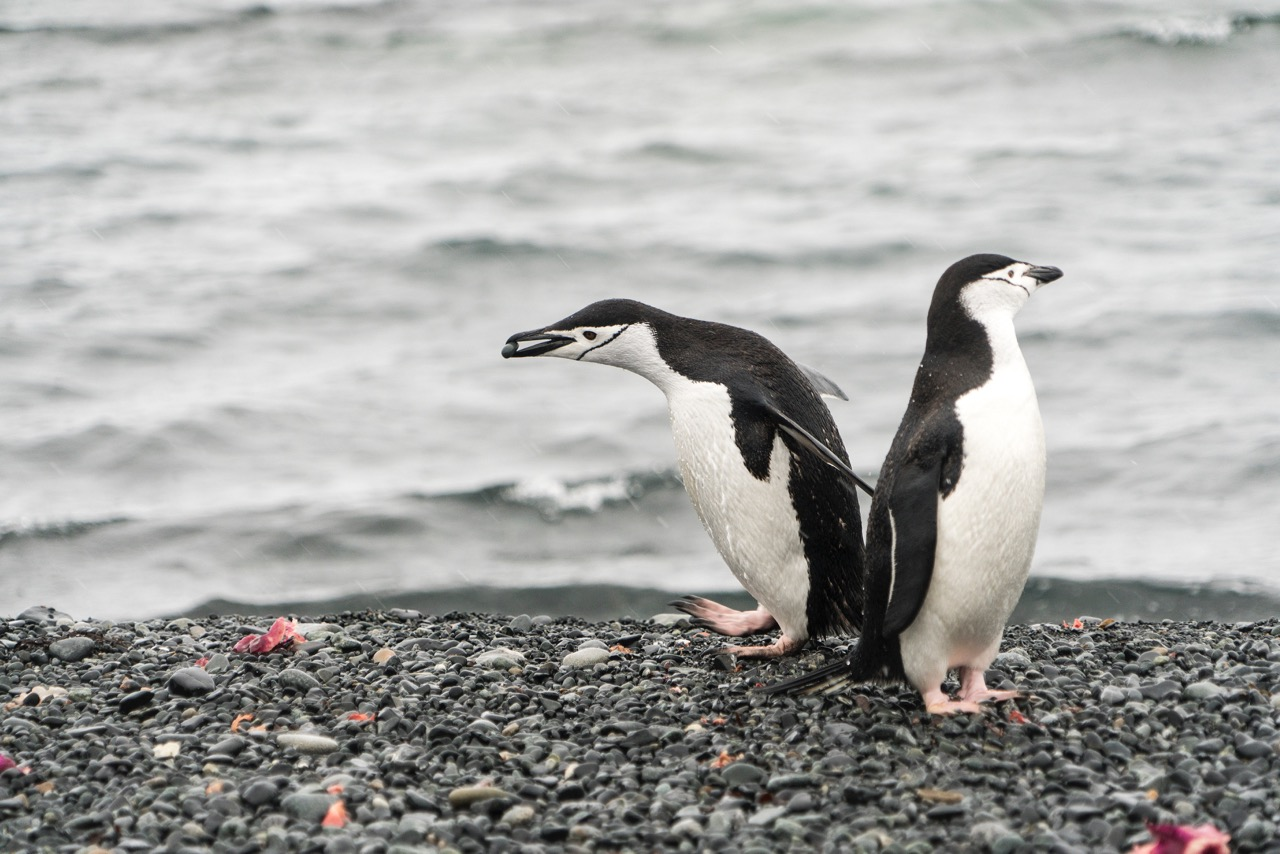
弗雷泽角上的企鹅

弗雷澤角（英語：Fraser Point）是南極洲的海岬，位於南奧克尼群島的勞里島北岸，該海岬在1903年由蘇格蘭的探險隊繪入地圖，該地區被國際鳥盟列為重點鳥區，是約11,000雙南極企鵝的棲息地。
60°41′S 44°31′W / 60.683°S 44.517°W